# Моржово
Моржо́во — остров, расположенный в Пясинском заливе Карского моря, к северу от Берега Петра Чичагова полуострова Таймыр. Входит в группу Каменных островов. Относится к территории Красноярского края. От полуострова Таймыр отделён проливом Курочкина (11 км), до ближайшего в архипелаге острова Расторгуева — 14 км. Протяжённость 4,4 км, максимальная ширина 2,4 км, длина береговой линии 13,5 км. Берега острова обрывисты, юго-западная часть плоская, восточная изрезана ложбинами. Небольшие бухты расположены на севере и востоке острова.